# 富豪FH系列
富豪FH是瑞典公司富豪貨車生產的重型貨車系列。 它最初是在1993年末推出的FH12和FH16。 “ FH”代表“ F”前進控制“ H”高度條目，其中數字表示發動機容量（以升為單位）。 FH系列是迄今為止最成功的貨車系列之一，在全球範圍內銷量超過40萬輛

## 歷史
在1993年下半年，富豪推出了其生產中將近15年的傳奇“'F'” 平頭車系列的替代產品。FH的發展由零開始，歷時七年之久。 富豪採用頂置凸輪軸和電子單體噴嘴技術開發的全新設計12升發動機，使富豪躋身於世界領先的發動機設計師之列。

## 第一代(1993–1998)

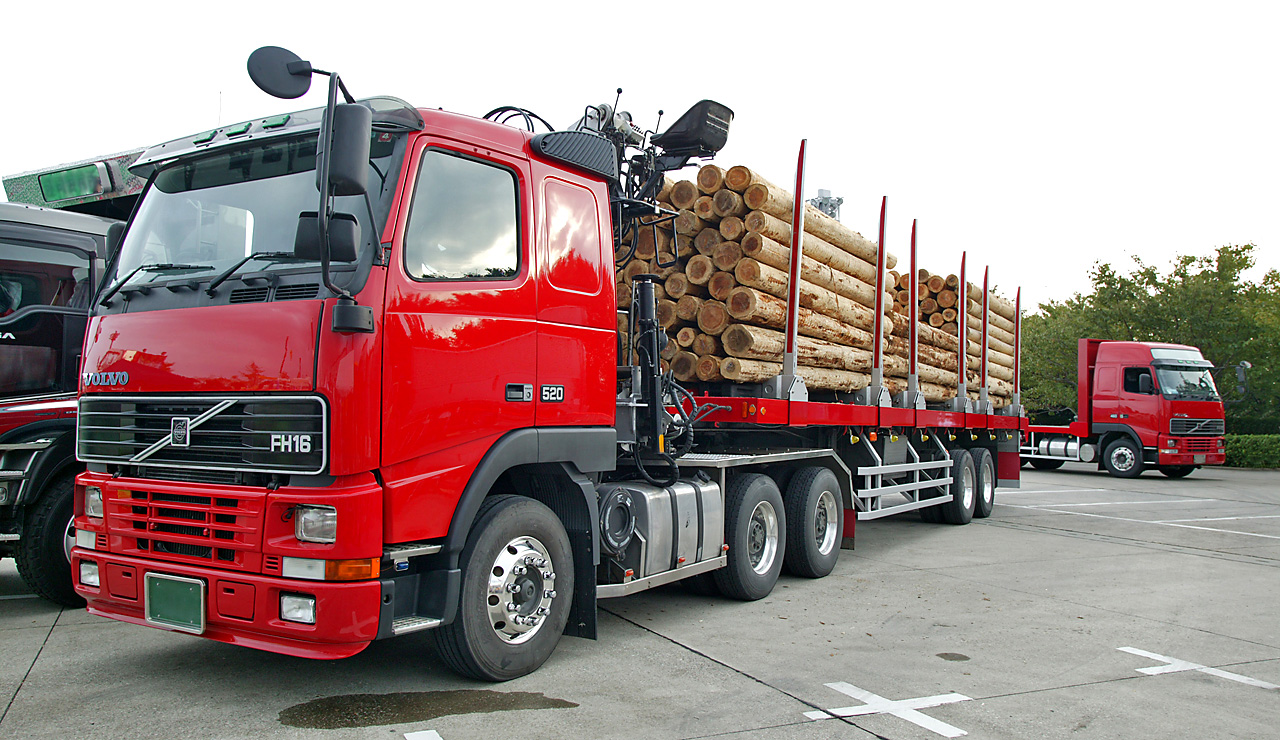
A first generation FH16 prime mover

FH12和FH16這兩種型號使用同一款駕駛室和底盤，FH12立刻在1994年獲得“ 年度廂式貨車”獎。
16升發動機，變速箱和動力傳動系統從上一代產品中繼承而來，儘管進行了許多改進和許多附加功能，包括全新的富豪發動機管理及其對D12A發動機的診斷。

### 設計及技術

#### 座艙
生產的駕駛室由熱浸鍍鋅高強度鋼製成，可以在更薄的面板和箱體部分上獲得更大的強度，同時減輕整體重量。 新型FH駕駛室從其寬敞但又寬大的F系列駕駛室發展到如今的空氣動力學效率，符合人體工程學的人體工程學設計和更好的座椅單元，同時使駕駛室的總重量減少了近30％，這是合乎邏輯的進步。 機艙在風洞中進行了廣泛的測試，以確認形狀的空氣動力學特性，以減少空氣拖曳，從而提高燃油效率。 駕駛室的前擋風玻璃更傾斜，楔形側面在更寬的半徑拐角處變圓成前面板，並且後視鏡也得到了簡化。 駕駛室要經過最嚴格的駕駛室衝擊測試，測試過程包括在車頂上放置15噸靜態重物，並在駕駛室後壁和擋風玻璃支柱上敲打一噸重的擺錘，最後必須將駕駛室門固定在門上。 可以打開 1995年，富豪FH系列成為第一輛配備SRS安全氣囊的重型貨車，以進一步提高被動安全性。

#### D12引擎
從設計角度來看，新型D12A 發動機是自1950年代以來富豪貨車的最大發動機項目之一。基本設計仍基於排量為12升的直噴直列六缸柴油發動機，但與以前的富豪發動機相比，其燃油和閥門系統完全不同。在全自動生產線上的Skövde專用設備上建造，該發動機的大部分裝配工作由機器人完成，而最終的發動機修整則是手動進行的。 D12A被設計為“世界發動機”，以其單OHC（頂置凸輪軸）設計，每個氣缸四個氣門和一個氣缸，可以滿足最新的大功率輸出，低油耗和低排放的要求。位於電子單元噴射器的中心，集成發動機壓縮制動器和兩件式鋼和鋁 [活塞] s。發動機設計為將來功率輸出和排放技術的升級敞開了大門。

#### 富豪引擎煞車
富豪引擎煞車是一種壓縮式發動機制動器，最初在D12A上推出，此後在後來設計的OHC發動機上使用 9至16升排量。 制動器的工作原理是，當激活發動機制動器時，排氣門凸輪從動件作用在輔助凸輪輪廓上。 發動機機油壓力用於消除多餘的氣門間隙，因此該動作迫使從動件抵靠次級凸角並暫時排空排氣門，以實現所謂的壓縮排氣，這與雅各布Cummins和 [Mack，但是富豪系統具有一個額外的凸輪凸角，從而為排氣門提供了兩個開口，並設計為與排氣製動器配合工作，因此，發動機的四個衝程中的兩個衝程可用於提高發動機的製動效果-排氣和壓縮衝程。 
- 操作說明

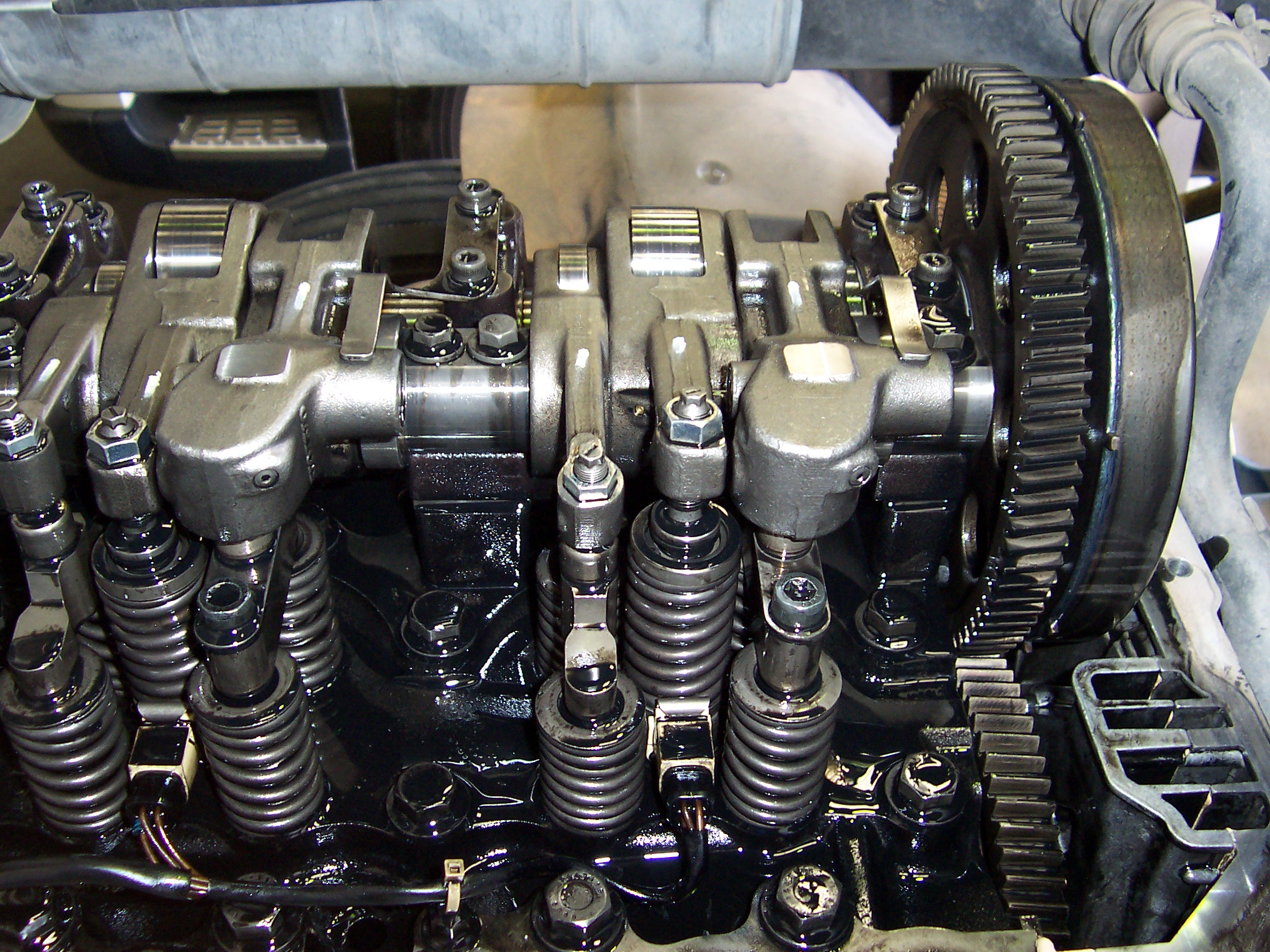
A view of VEB rocker arms

- - 當渦輪增壓器打開後，排氣製動閘板關閉排氣歧管時，將使用排氣沖程，從而導致排氣背壓升高，從而產生製動效果。

- - 接下來使用壓縮衝程來利用排氣中的背壓，其中在活塞的下死點處短暫打開排氣門，然後使排氣歧管中的高壓作用於活塞在其壓縮衝程上向上移動，從而使其速度進一步降低[需要進一步說明，與氣缸壓力有關的排氣製動功能，而不是與活塞速度有關]，並提高了發動機制動效果。

- - 在壓縮衝程結束時，在活塞的上死中心排氣門再次短暫打開之前，釋放“放氣”壓縮，從而再次減慢了活塞在其隨後向下運動的速度，從而實現了發動機制動效果，同時還使用排氣閘板將壓力再次存儲在排氣歧管中，為下一次循環做準備。

### “ 98版”（1998–2002）

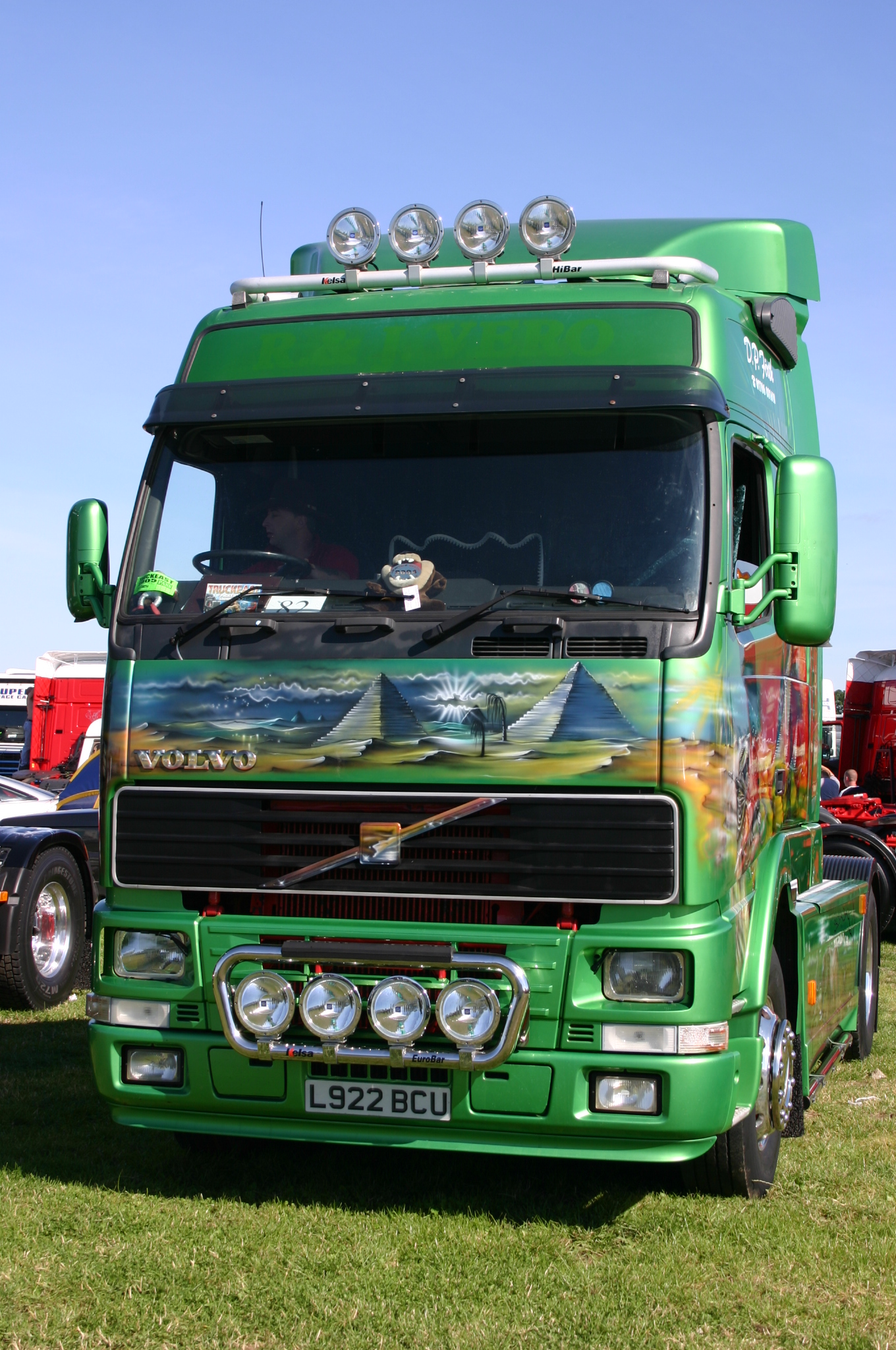
FH12

結合1998年推出的 FM系列， 富豪對現有的FH系列進行了翻新，對駕駛室進行了少量改動，但對電氣系統，發動機和變速箱進行了重大升級。

#### 電子系統
TEA是計算機控制和監視系統，用於控制和協調車輛主要部件的各種功能。 控制單元通過稱為 CAN的兩個速度SAE J1587 / 1708 @ 9600 bit / s和SAE J1939 @ 250位 / s，其中最多使用八個電子控制單元來控制各種功能。 J1939數據鏈路用於ECU之間的任務關鍵型快速通信，而J1587 / 1808則用於診斷和編程鏈路以及“慢速”通信（例如，通信）。 用於備份。 新的組合儀表包括一個LCD面板，用於顯示通過J1708數據鏈路廣播的系統中的信息或診斷消息。

#### D12 facelift
最初的D12A發動機被認為是相當保守的額定功率，這樣的發動機設計對更高的功率輸出的期望不僅是設計者而且是客戶一樣。 D12C與早期版本的不同之處在於，它的引擎蓋，正時齒輪得到了完全重新設計，並增加了帶有加強副車架的加強件底端，以應對460 hp（340 kW）上增加的功率輸出。

#### 變速箱
變速箱基於以前的SR1900系列，並共享相同數量的齒輪和變速模式。 SR2400系列變速箱已停產，並由現在在整個FH和FM系列中共享的相同型號替換。 扭矩從1900 Nm增大到2500 Nm，這是由於齒輪加工方式的變化以及使用新型的較窄的同步嚙合機構允許增加齒輪寬度而引起的。 單個控制殼體和同步機構將換檔工作量減少了約50％。

## 第二代(2002–2012)

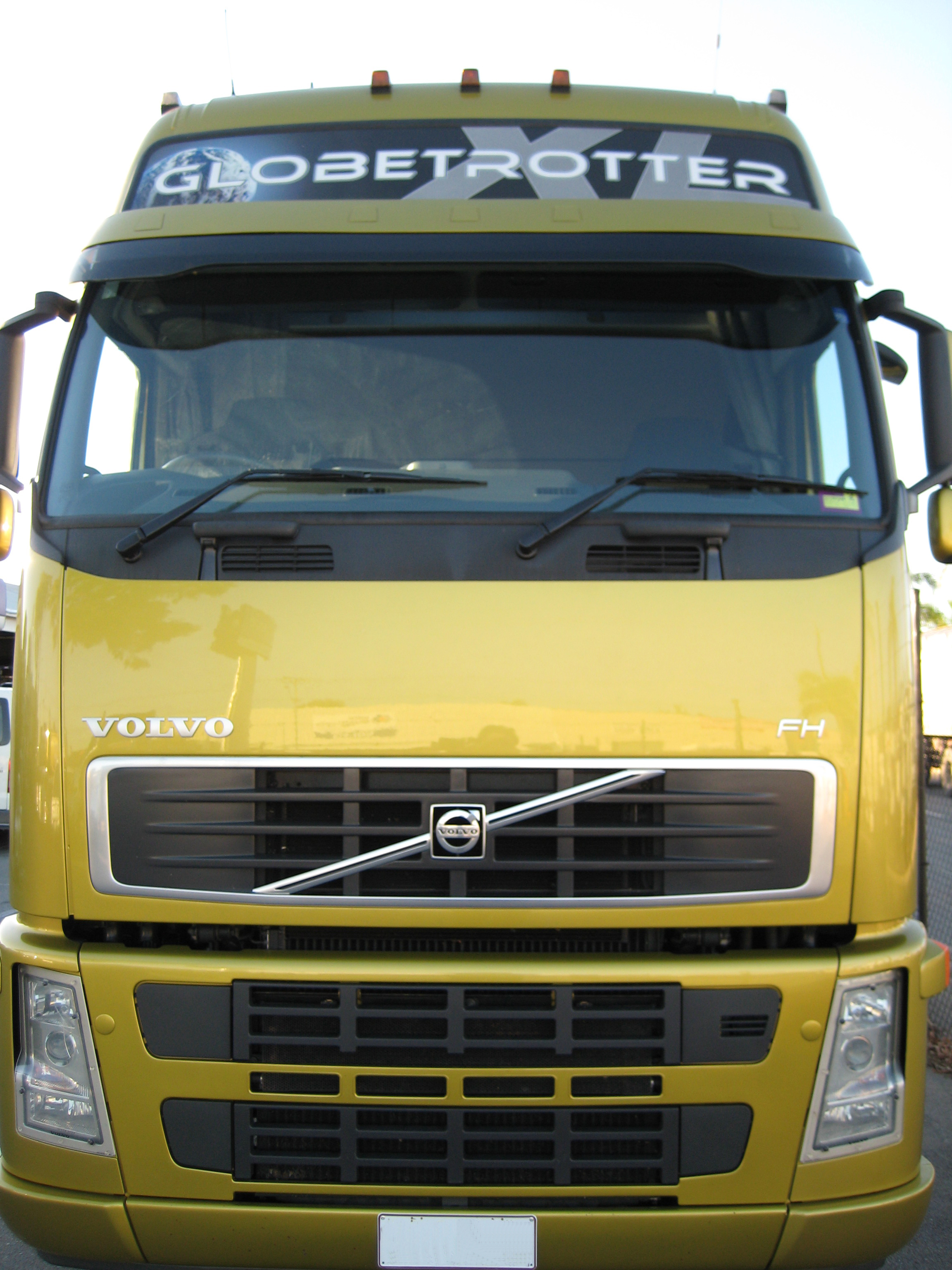
FH version 2

2001年，富豪推出了第二代FH和FM系列，對駕駛室和傳動系統進行了重大改造。 投資額達6億歐元 重大變化包括對駕駛室進行了重新設計，以改善空氣動力學性能，新的自動變速箱變速箱，I換檔，新的電子系統和發動機改進。

### 新駕駛室
駕駛室的變化包括一個新的日間駕駛室，該駕駛室長150毫米，並重新設計了進氣口和平坦的地板。 引入了新的後視鏡以減少盲點並改善氣流，新的前大燈和前側標誌燈，新的分體式遮陽板以及新的更寬的前踏板補充了外部改動。 內飾經過重新設計，儀表板周圍的邊緣更圓潤，新座椅帶有安全帶。 帶有收音機方向盤控制裝置的集成電話揚聲器和麥克風以及用於內置GSM電話的選件。
作為標準裝備，FH模型還包括通過在發生正面碰撞時防止較小的車輛“跑偏”或楔入貨車前方而進一步增強安全性的功能。

### 牽引力控制系統及雙離合器
- D12D對古老的D12C的進一步開發導致向配備500 hp（370 kW）的渦輪增壓技術輸出的功率增加，該技術在渦輪增壓器使用額外的渦輪驅動後，利用了來自廢氣的更多能量 通過液壓離合器和減速器控制發動機曲軸。 冷卻系統的變化與帶有電子控製冷卻風扇的發動機管理系統（EMS）的更高級電子設備相吻合，現在由發動機對其進行完全控制，因此也降低了燃油消耗。

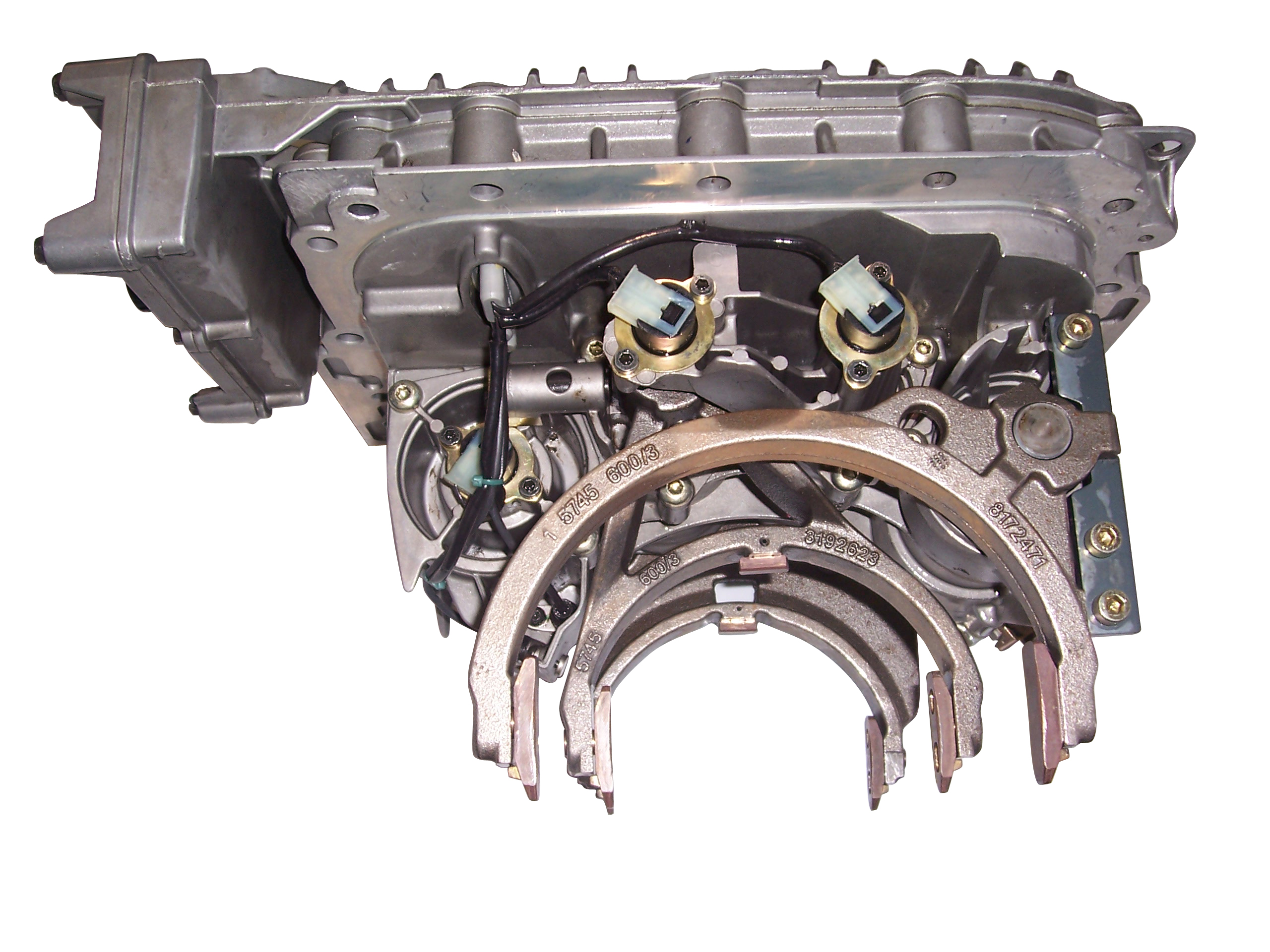
I-Shift control housing

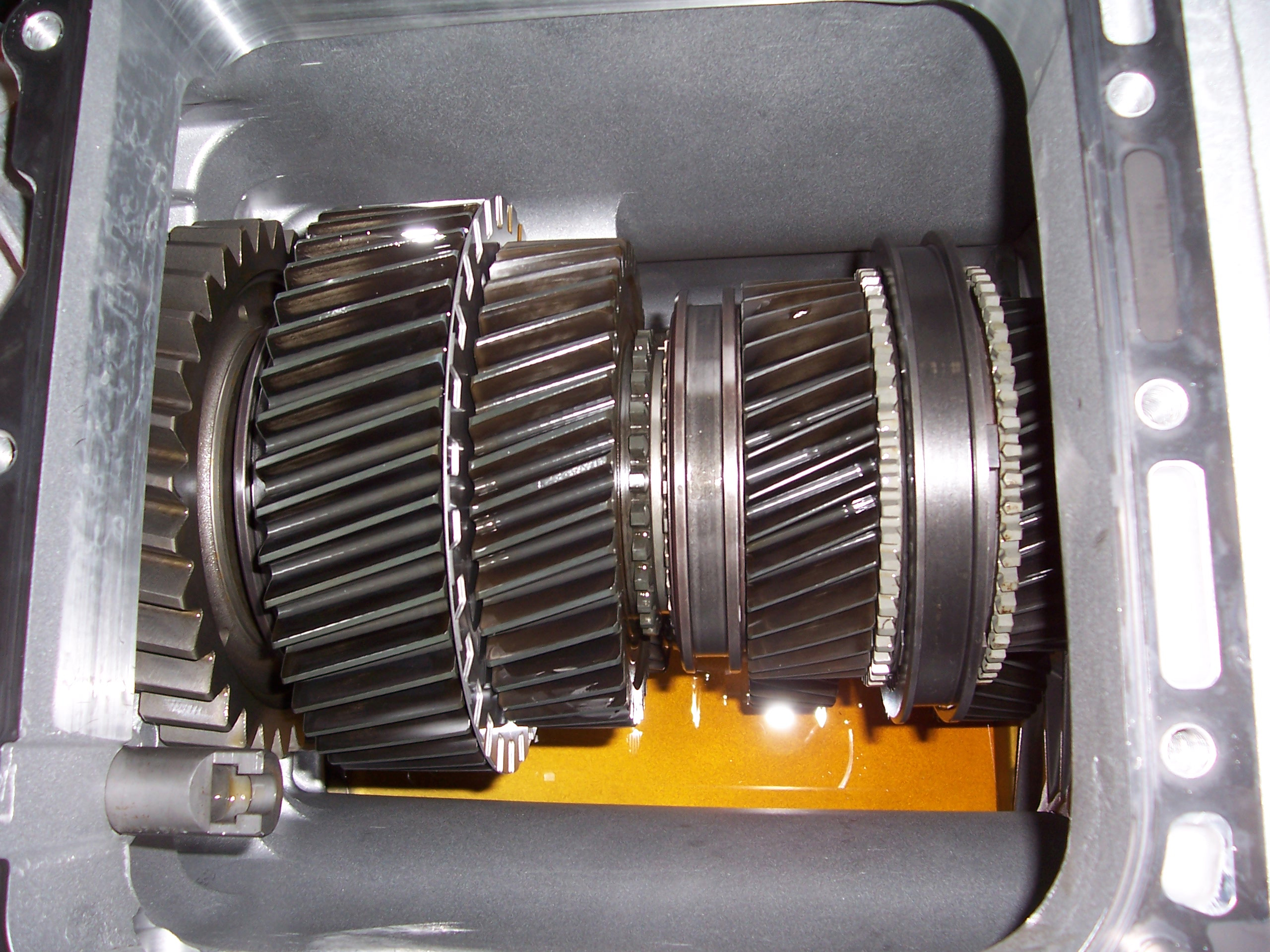
Inside I-Shift

- 富豪雙離合器變速箱是手動變速箱的概念，具有計算機化的變速控制系統變速箱管理系統

(它包含兩個ECU的變速箱控制單元和檔位選擇器控制單元。雙離合器借鑒了舊的變速箱技術，例如非同步主齒輪，可減小尺寸和重量，副軸制動器可實現更精確的變速控制，同時使發動機rpm與變速箱rpm相匹配。 TECU要求EECU校正發動機轉速，以便使轉速同步以實現平穩的換檔，類似於雙離合。

### 2003 FH16智能電源

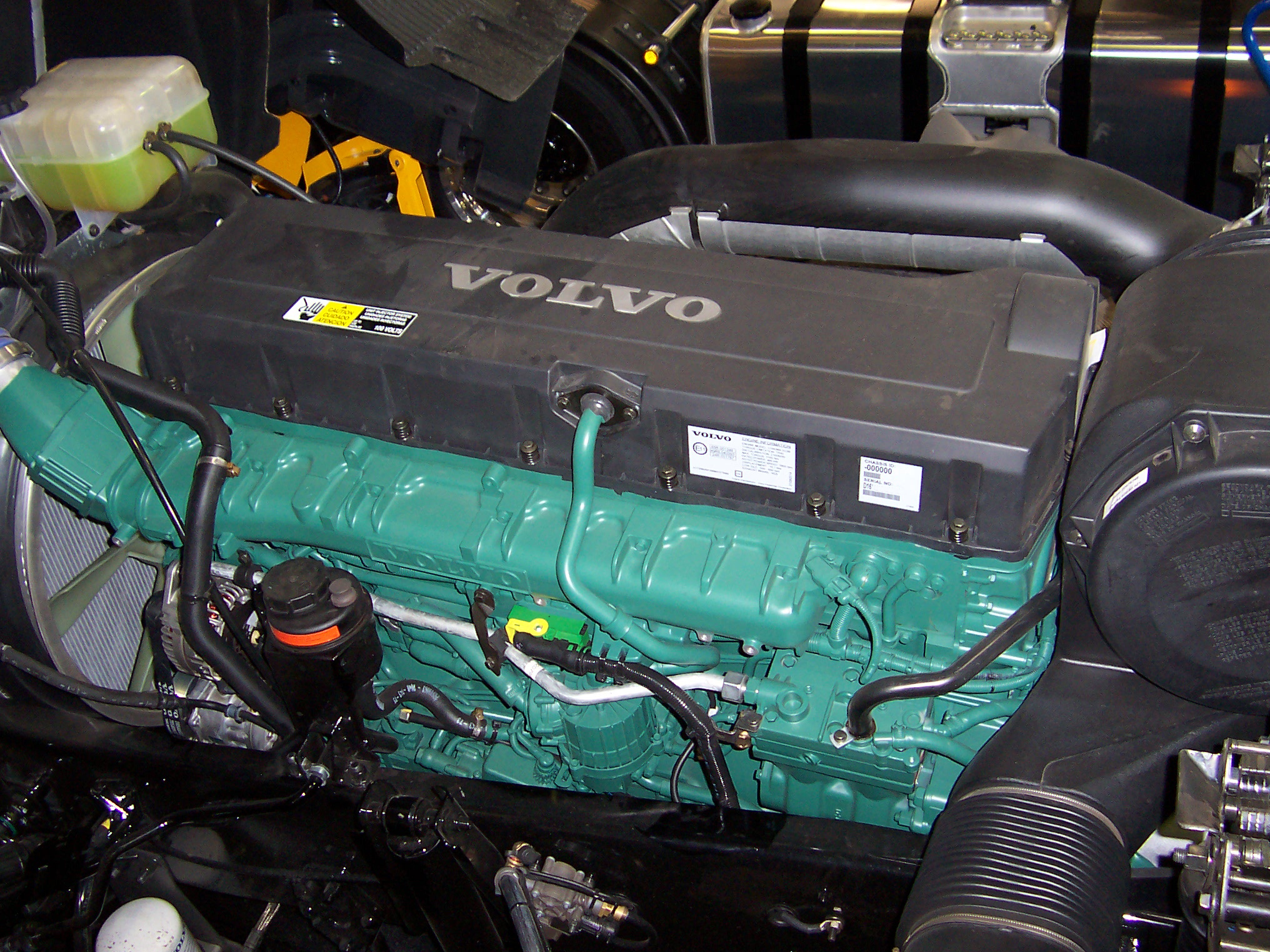
D16E engine

在將新的16升發動機的推出推遲了2年之後 在2003年，富豪推出了有史以來最強大的貨車之一。 D16C引擎有兩種功率輸出配置，550 hp（410 kW） and 610 hp（450 kW）它是完全相同的全新設計，與幾年前針對“ FM”系列推出的D9發動機類似。 顯著的設計更改包括正時齒輪位於發動機的飛輪側（後置），該設計允許增加發動機周圍的氣流，更精確的噴射和氣門操作，降低噪音以及由於飛輪殼的製造而降低了製造成本 也用於容納定時齒輪。 2005年，富豪將D16C的可用功率提高到660 hp（490 kW） 使其成為最強大的生產貨車之一。 當前，D16E發動機可在選擇性催化還原中以功率輸出使用。

### 2005 - 2008 FH

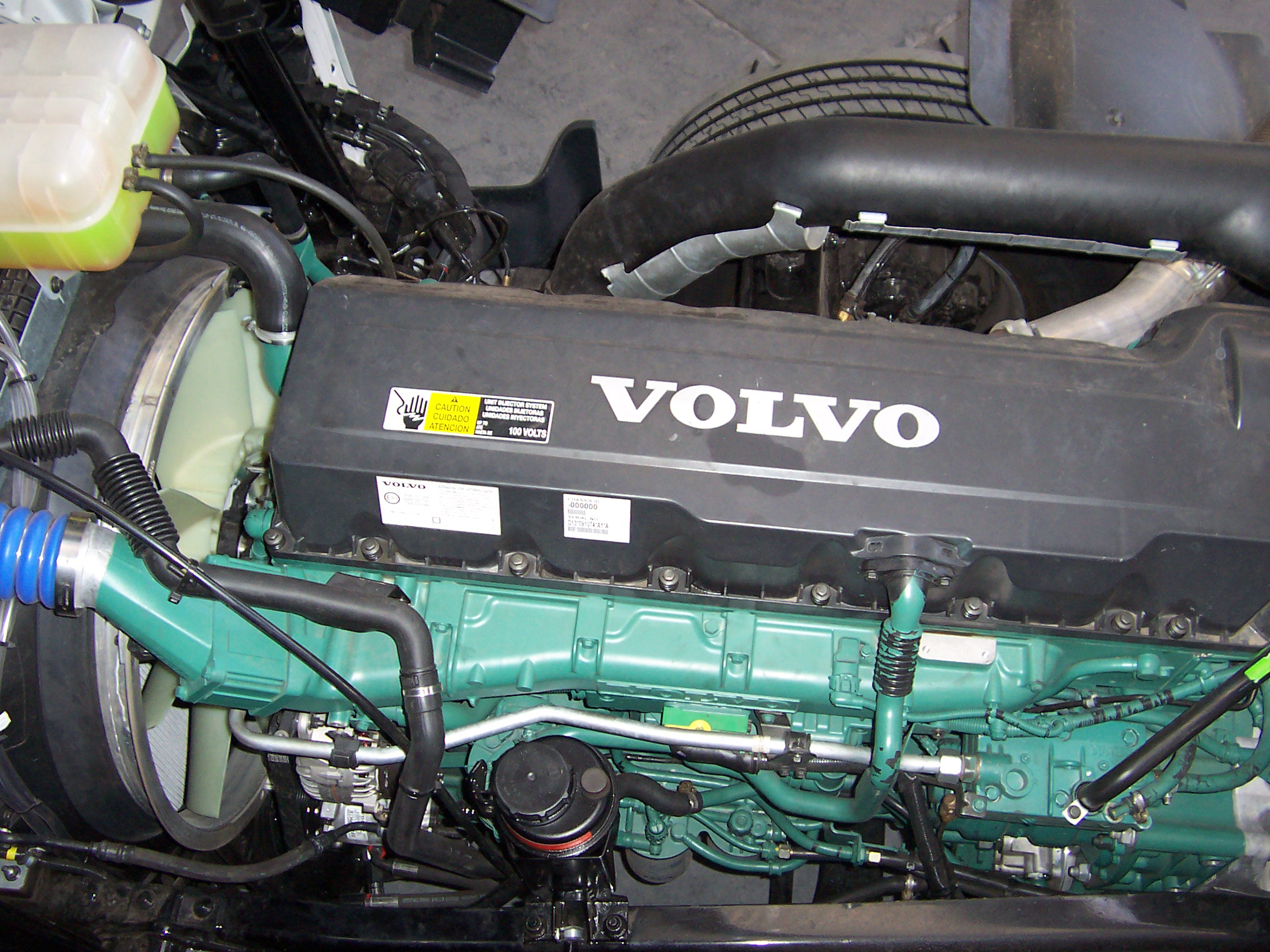
D13A engine

2005年，富豪推出了新設計的13升裝置D13A 整合了與9升和16升發動機相同的設計功能，並提供了多種功率輸出版本360 hp（270 kW）, 400 hp, 440 hp, 480 hp（360 kW） 至520 hp（390 kW）. 最初可滿足[歐盟三期]]排放要求，進一步的改進將使發動機達到或超過歐盟四期並可能達到歐盟五期排放指標。D13A具有封閉式曲軸箱通風功能。 作為改頭換面的一部分，富豪還刪除了其命名方案，並決定在型號名稱中減少引擎尺寸，因此這些型號從現在起僅被稱為“ FH”。 富豪還在D13A發動機上引入了選擇性催化還原的改進版發動機壓縮制動器“ VEB +”，每個汽缸均具有附加的輔助搖臂和第四個凸輪凸角。 功率輸出範圍為360hp，400hp，440 hp（330 kW）和480 hp（360 kW）。
富豪於2007年推出了D13B  具有廢氣再循環配置和VGT渦輪增壓器，但沒有廢氣顆粒過濾器，並且是迄今為止唯一提供此解決方案的製造商。 這些引擎的輸出功率略有降低，範圍從360hp，400hp，440 hp（330 kW）和500 hp（370 kW） FM系列500 hp（370 kW）選項僅適用於FH系列。

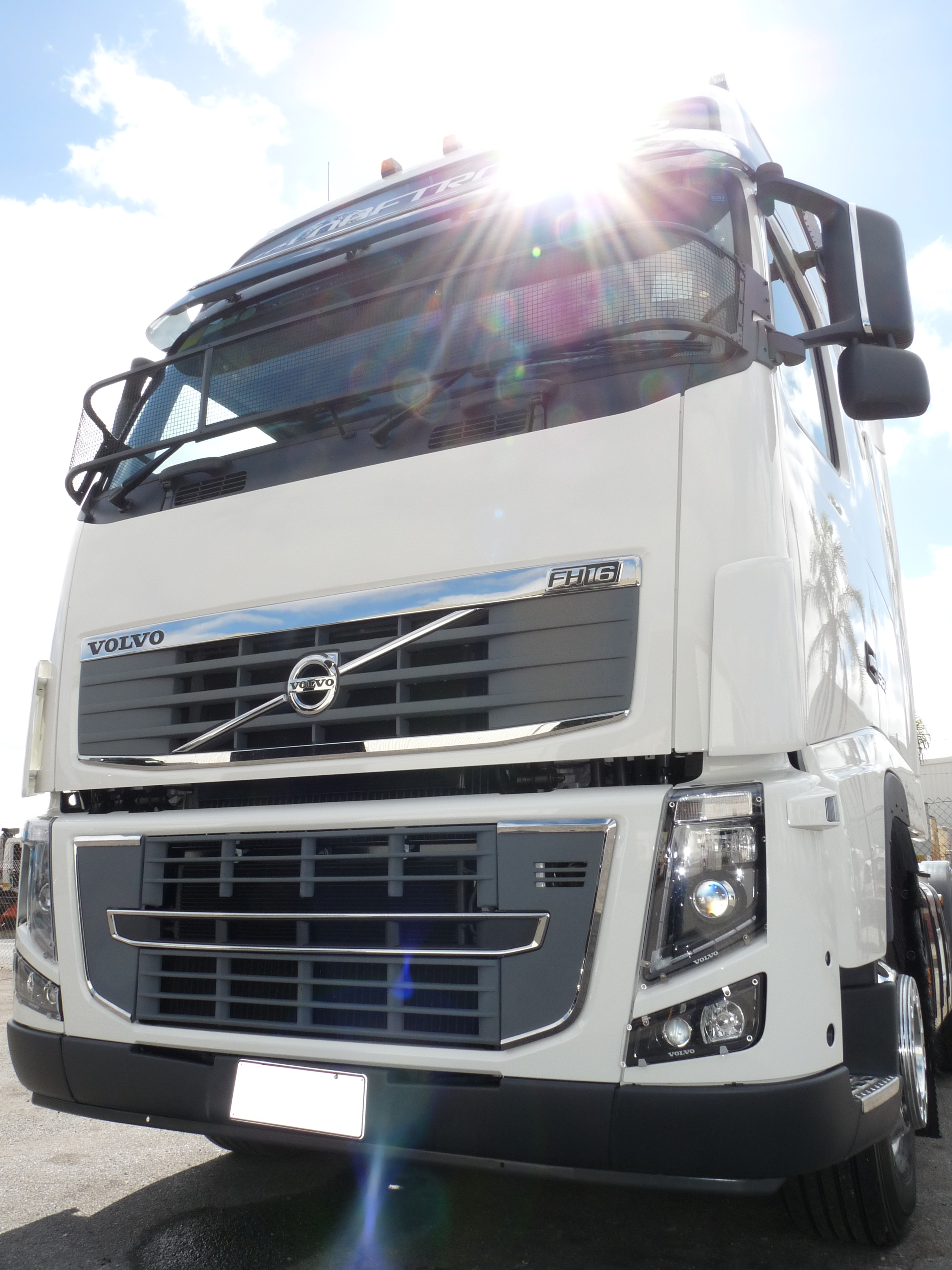
FH16 Mk.II

### 2008 - 2012 FH 及 FH16 Mk.III
2008年8月，富豪對FH系列進行了升級 主要強調駕駛員的舒適性和實用性，其中列出的功能包括：由雨水傳感器控制的刮水器，轉向時可提供更好視野的轉向燈，帶有USB aux和MP3輸入的強大音頻系統，以及 旋轉乘客座椅。
完全重新設計的格柵，踏板，遮陽板和前照燈組合是以前型號最明顯的可見變化。 僅6個月後，富豪就憑藉FH16和700 hp（520 kW）再次獲得了第一名 推出世界上最強大的生產系列貨車之一。 幾個月後，繼續其Euro V主題升級到13升發動機，並推出了新的11升發動機。 title =用更少的燃料獲得更多的動力。 富豪貨車的新發動機範圍。
作為對道路安全的不懈努力的一部分，還改進了許多安全功能，例如高級雷達控制的巡航控制系統，駕駛員警報系統，該功能可隨時監控駕駛員在方向盤後面的時間，並持續監控駕駛員的行駛狀況。 響應時，車道保持支持在越線時向駕駛員發出警報，車道變更支持系統在嘗試改變車道時在另一輛車處於盲點時向駕駛員發出警報。
2011年，新的750hp D16版D16投放市場。 該發動機將在2012年左右交付給客戶，以慶祝富豪16升廂式貨車發動機問世25週年。

## 富豪 FH (2012–現在)
2012年9月，富豪貨車通過重大技術升級，新設計等方式重新推出了富豪FH。 該公司還推出了首款歐VI發動機D13K。從2014年1月起，這是新的富豪FH的選裝件，並且是歐洲新卡車的必需件。其他引人注意的新功能是I扭矩傳動系統和節油技術。 使用新的13升發動機，名稱已更改為FH13。

### 自主緊急制動
富豪貨車已在YouTube上為其FH系列演示了新的AEB系統。 貨車行駛良好，僅在距離前方汽車幾厘米處停了下來。 富豪演示該系統時，牽引車-拖車已滿載到40噸。
自主緊急制動系統結合了雷達和攝像頭，可以一起識別和監視前方車輛。 該系統旨在處理固定車輛和移動車輛，並且可以以最高70 km / h的相對速度防止與移動目標的碰撞。 當系統檢測到車輛將以當前速度撞上車輛時，警告系統會在擋風玻璃上激活恆定的紅燈，以將駕駛員的注意力帶回到道路上.

### 2020 翻新
在2020年最引人注目的是新的大燈設計，更新的內飾，新的安全性以及效率的提高。
在某些引入了改款車型的市場中，仍將繼續提供改款前車型，現在針對配備13升發動機的車型以富豪FH 底盤和帶有16升發動機的型號為富豪FH16 底盤 升引擎。

## 图集

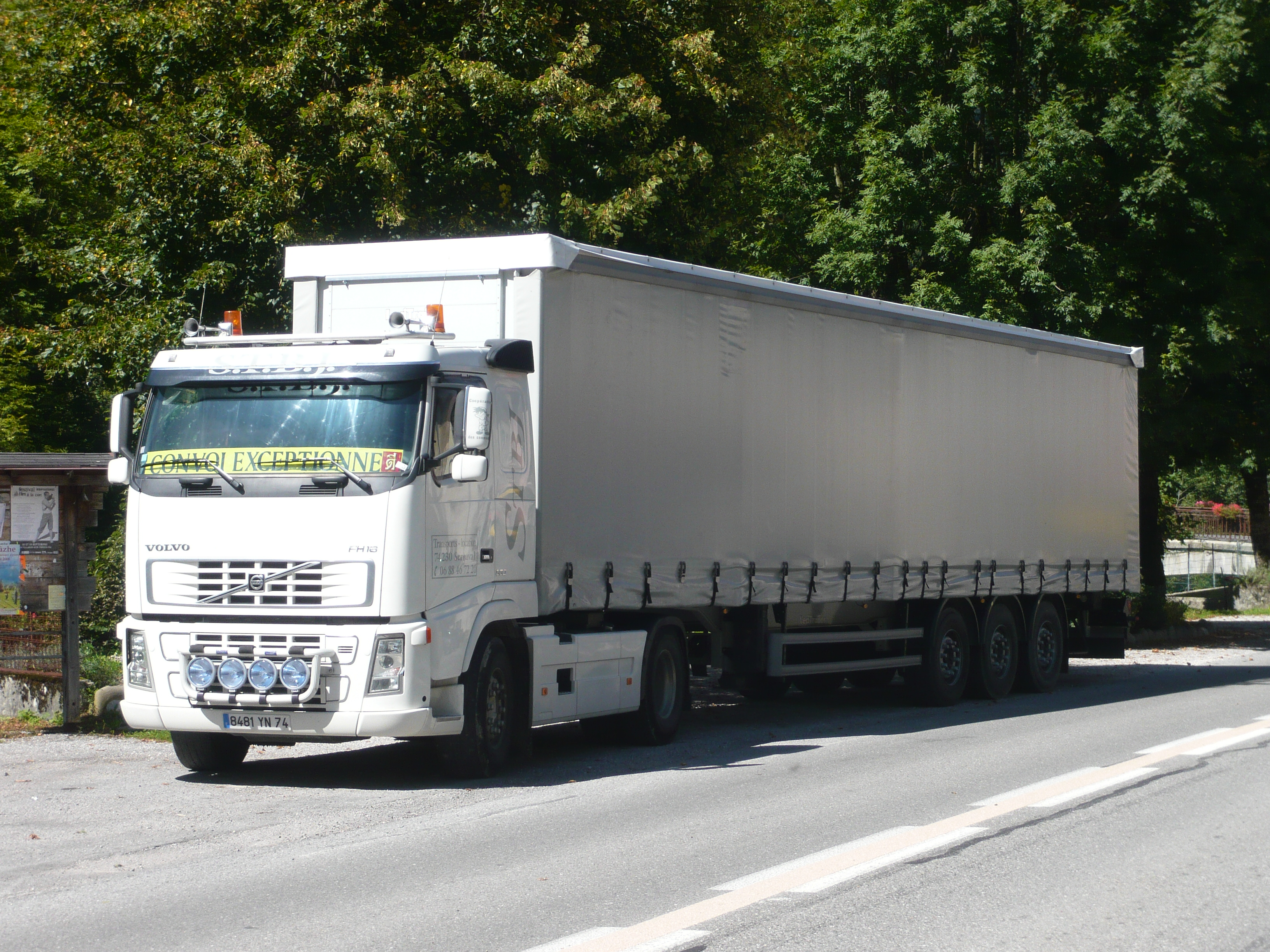
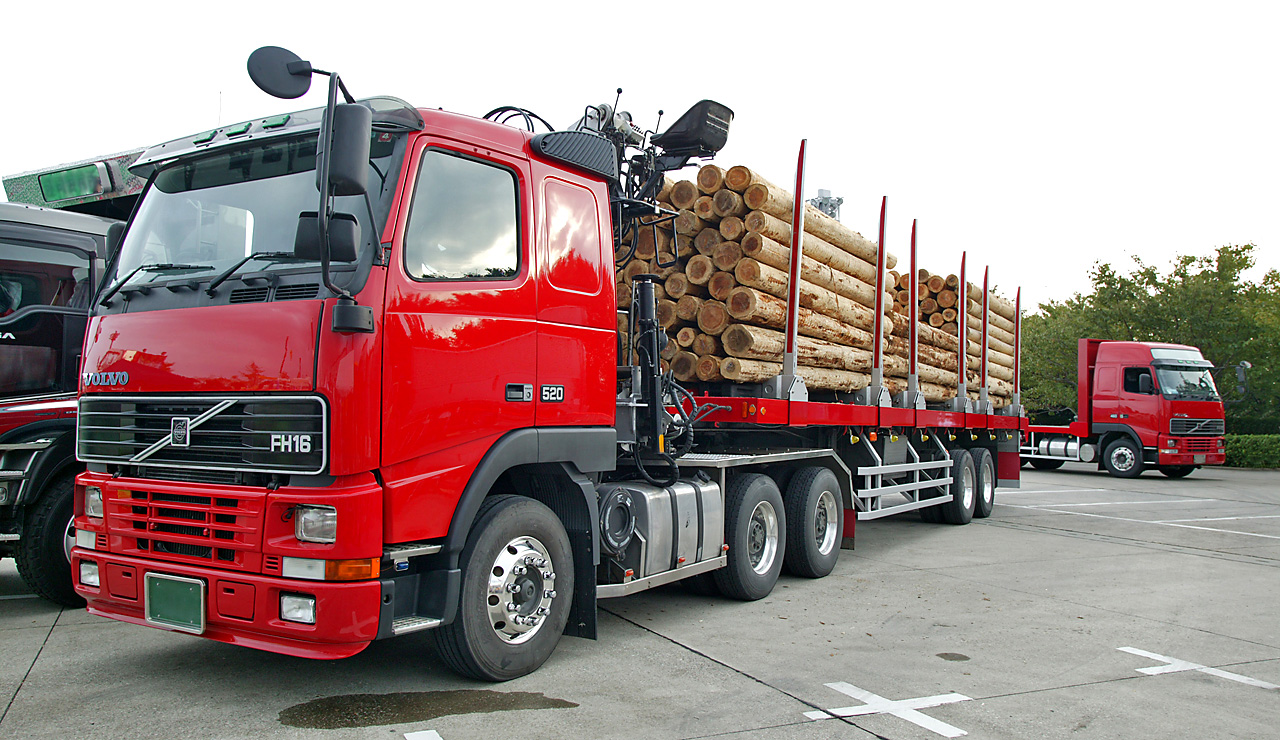
Volvo FH16
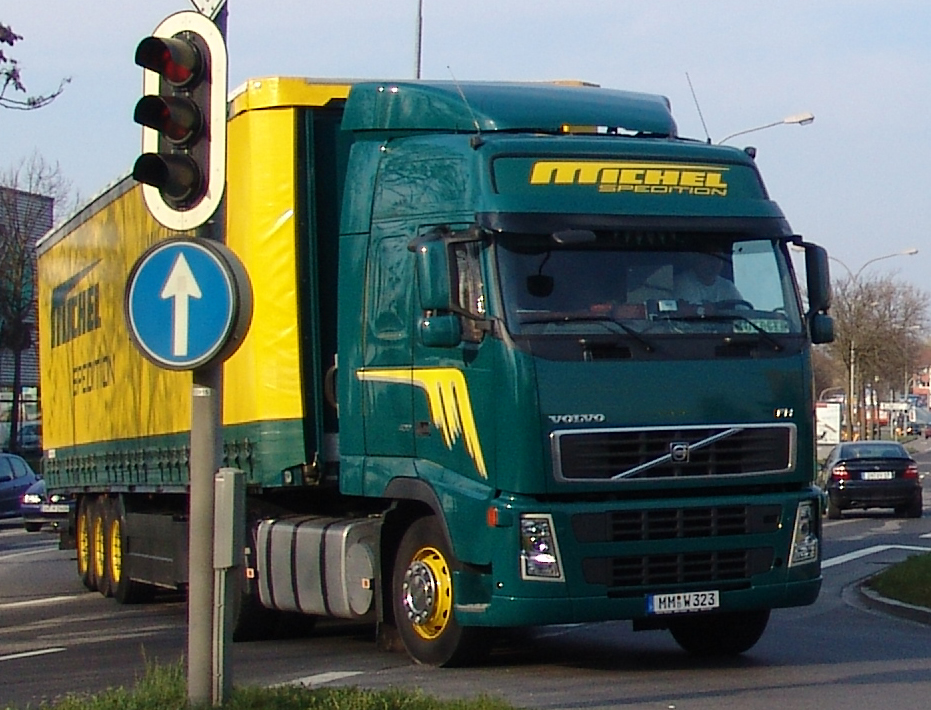
Volvo FH12
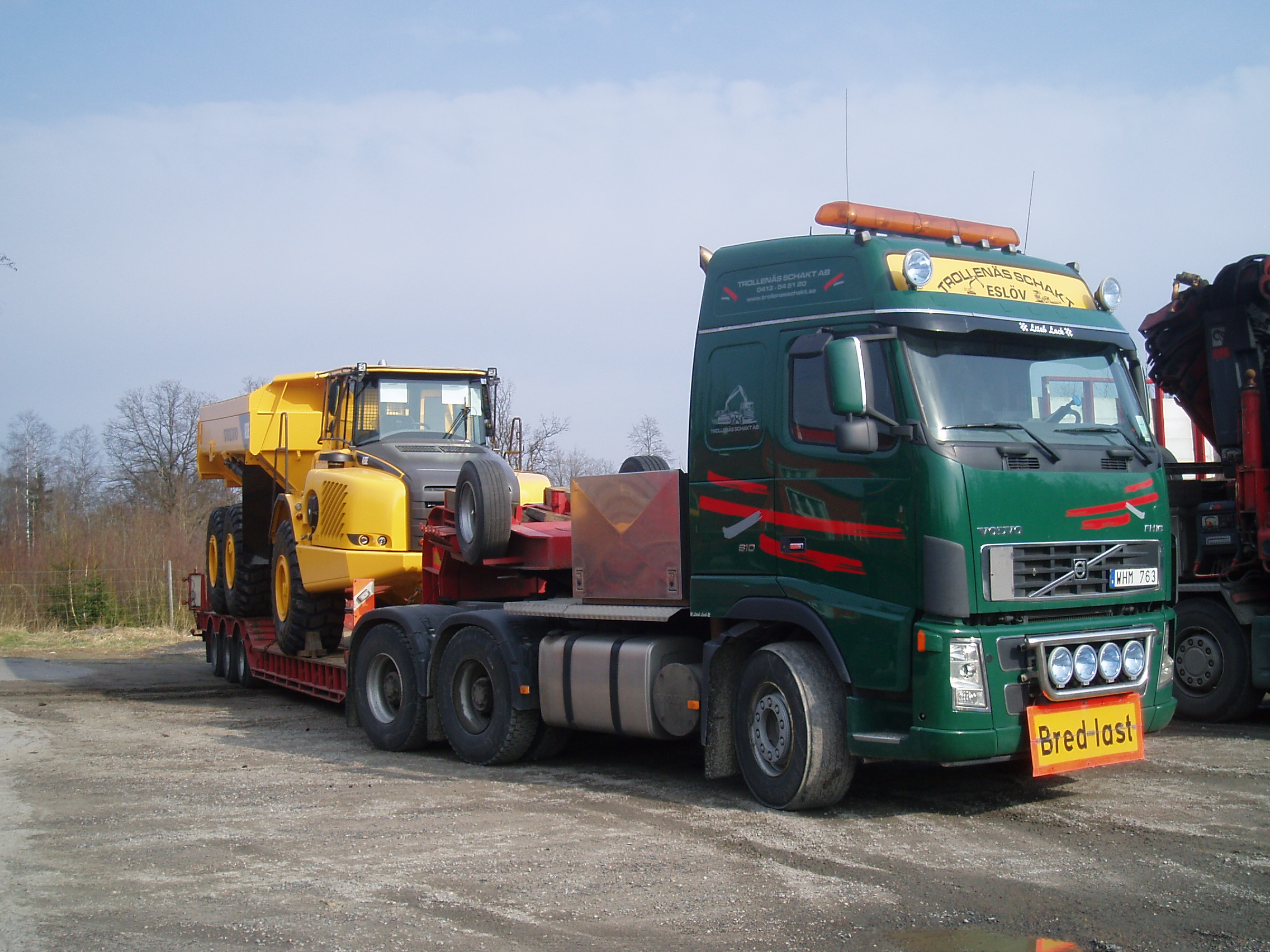
Volvo FH16 semi
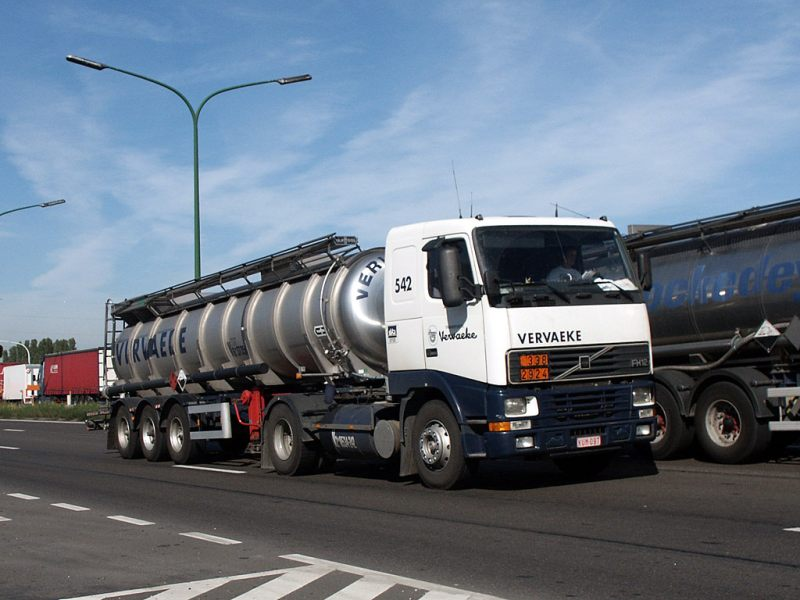
Volvo FH12
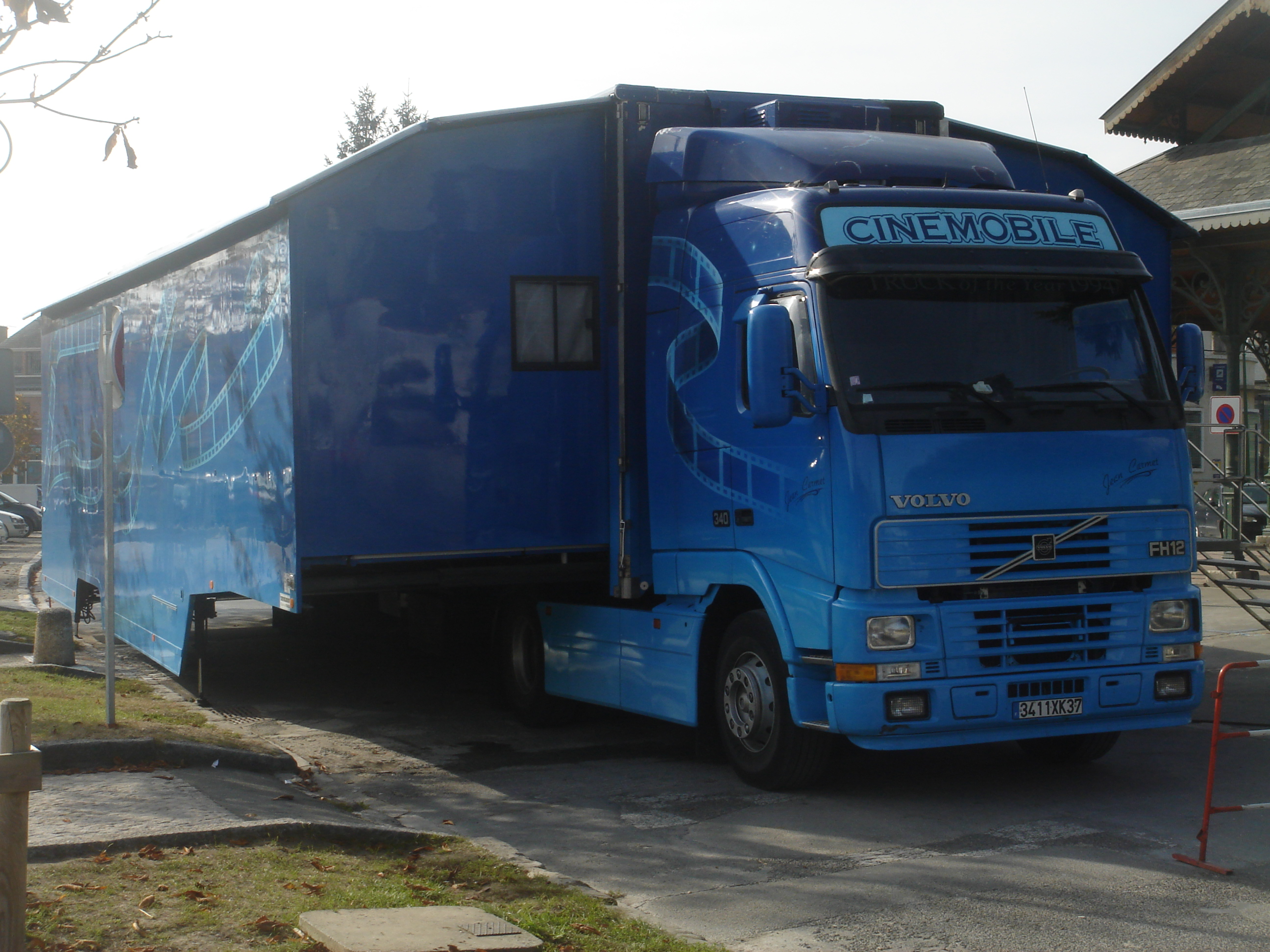
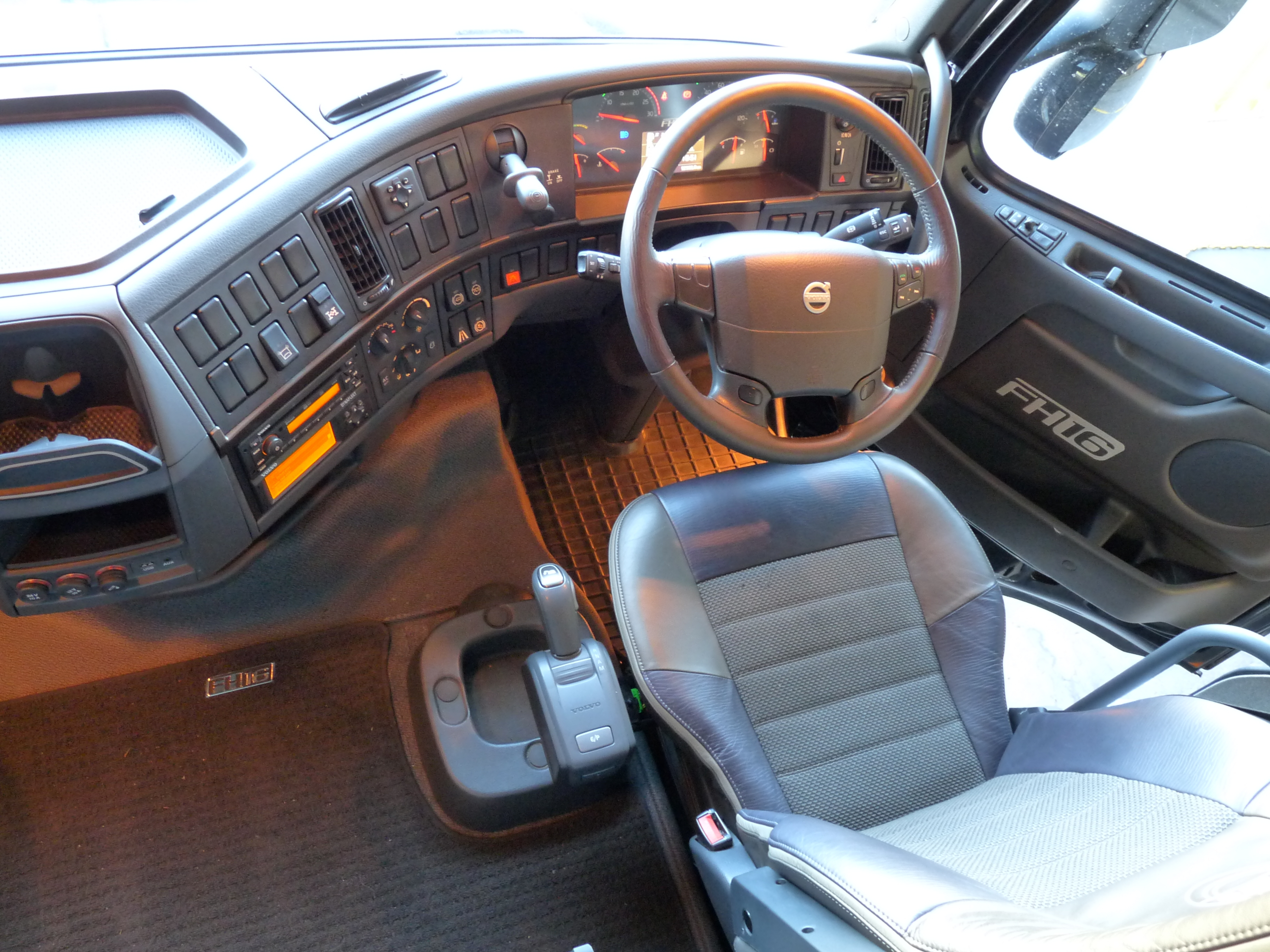
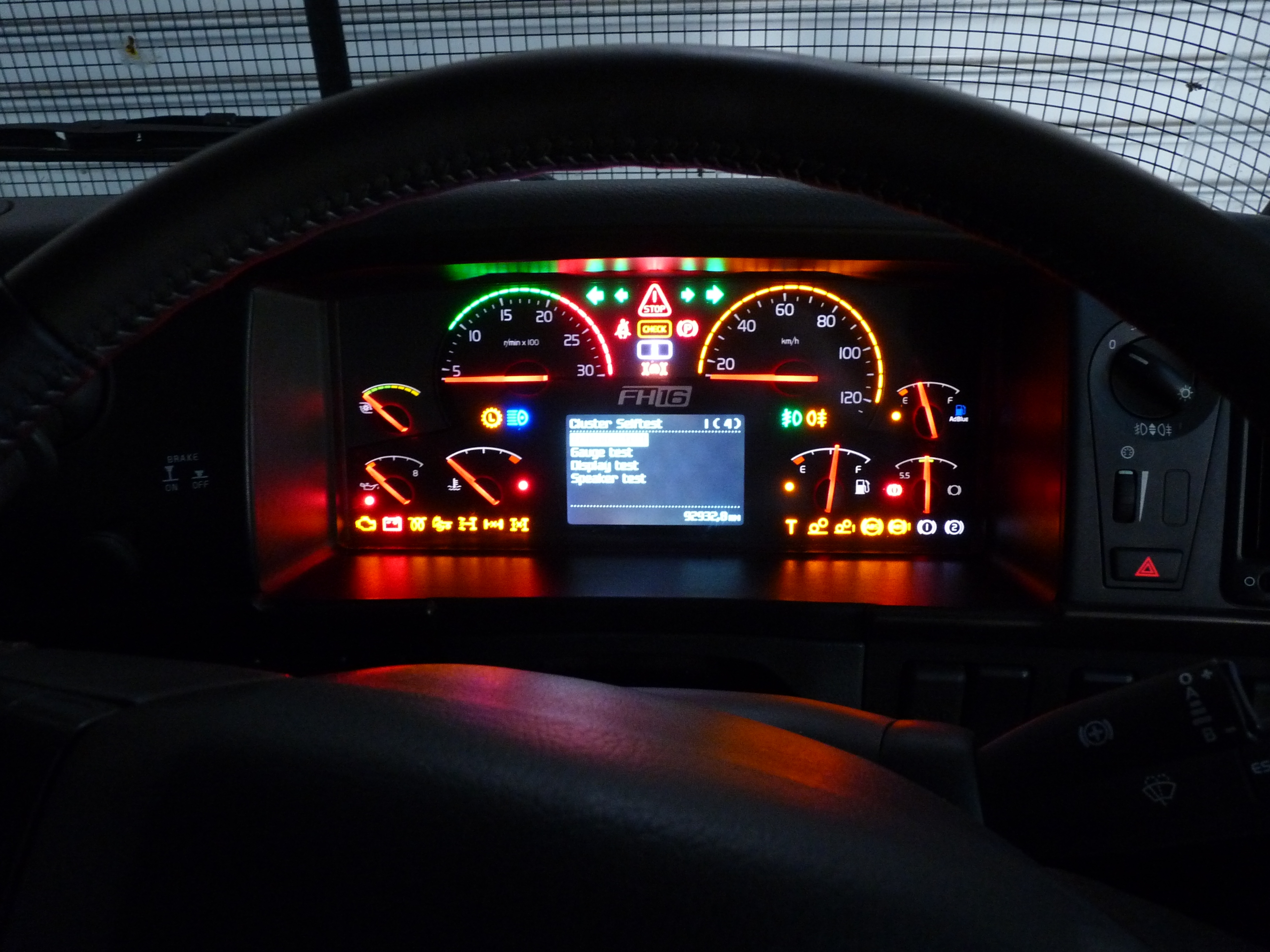
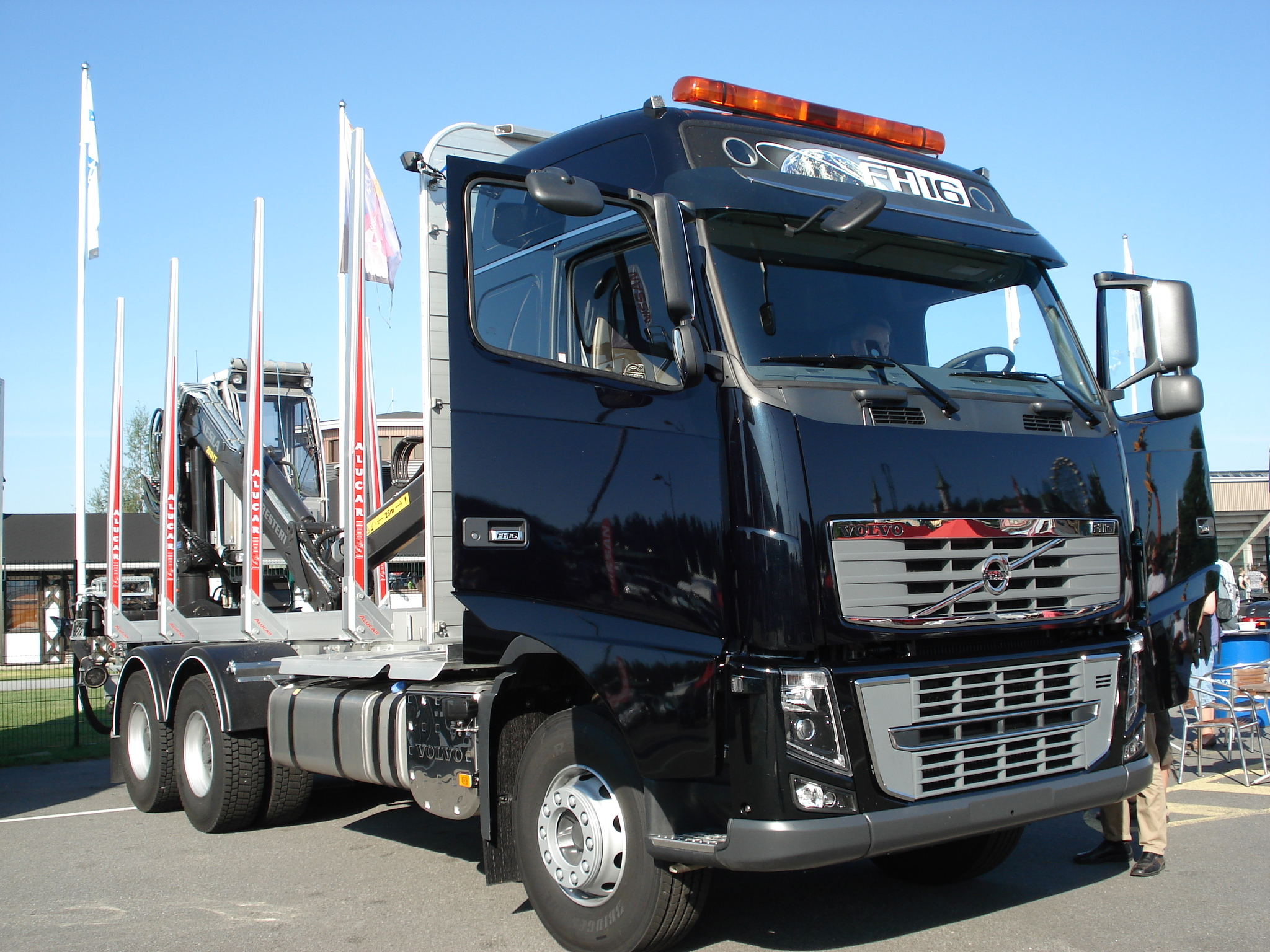
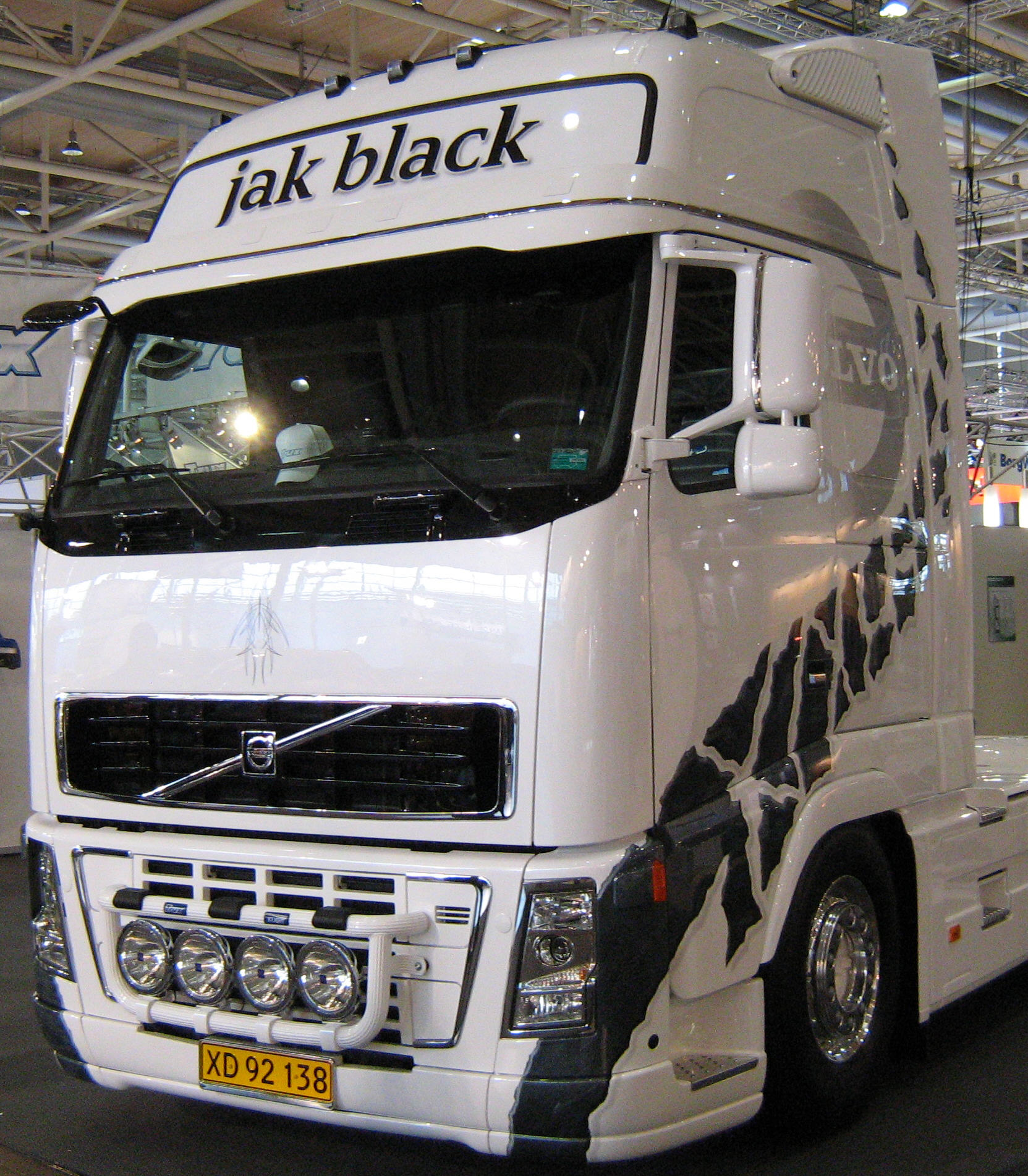
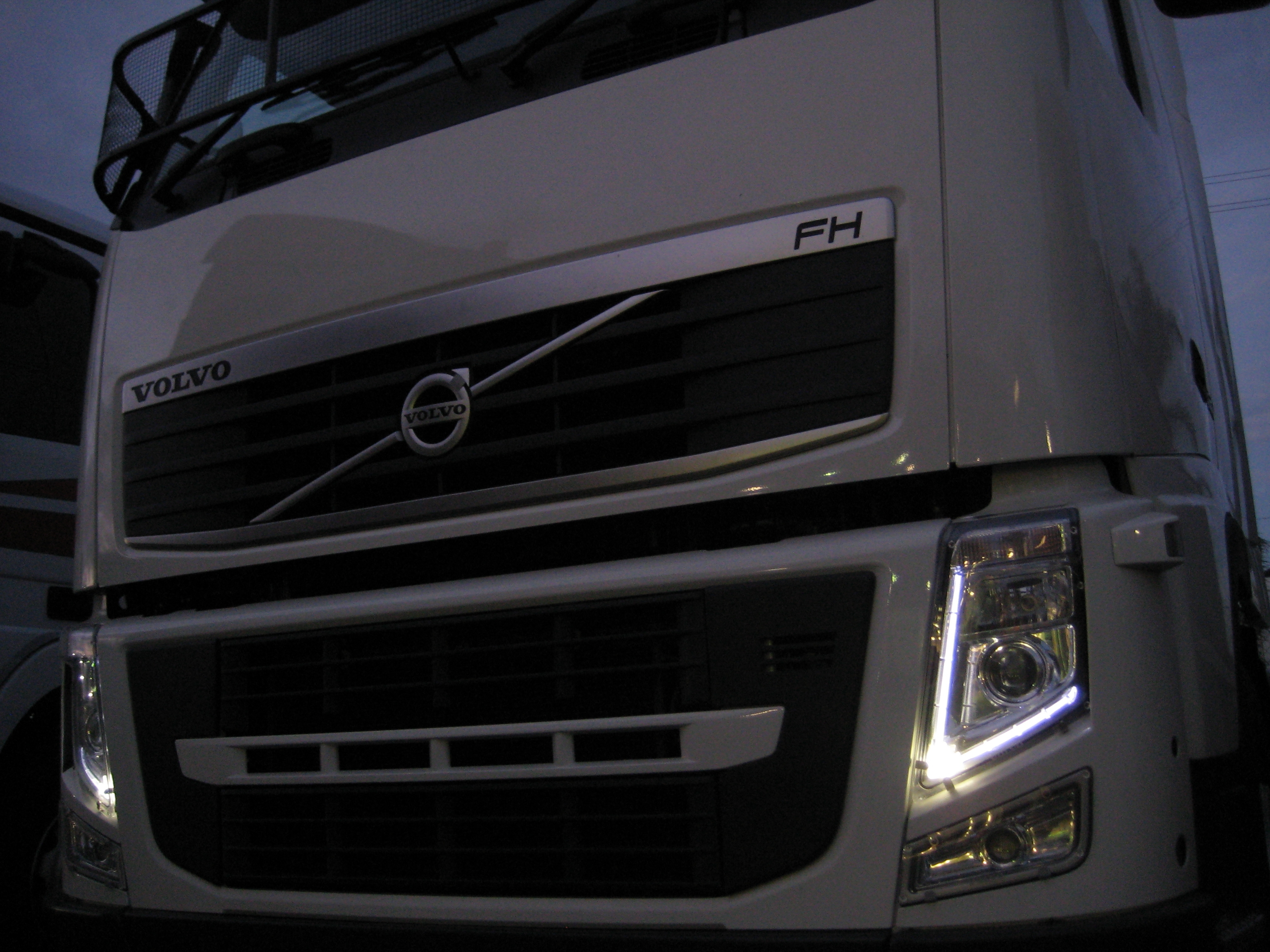
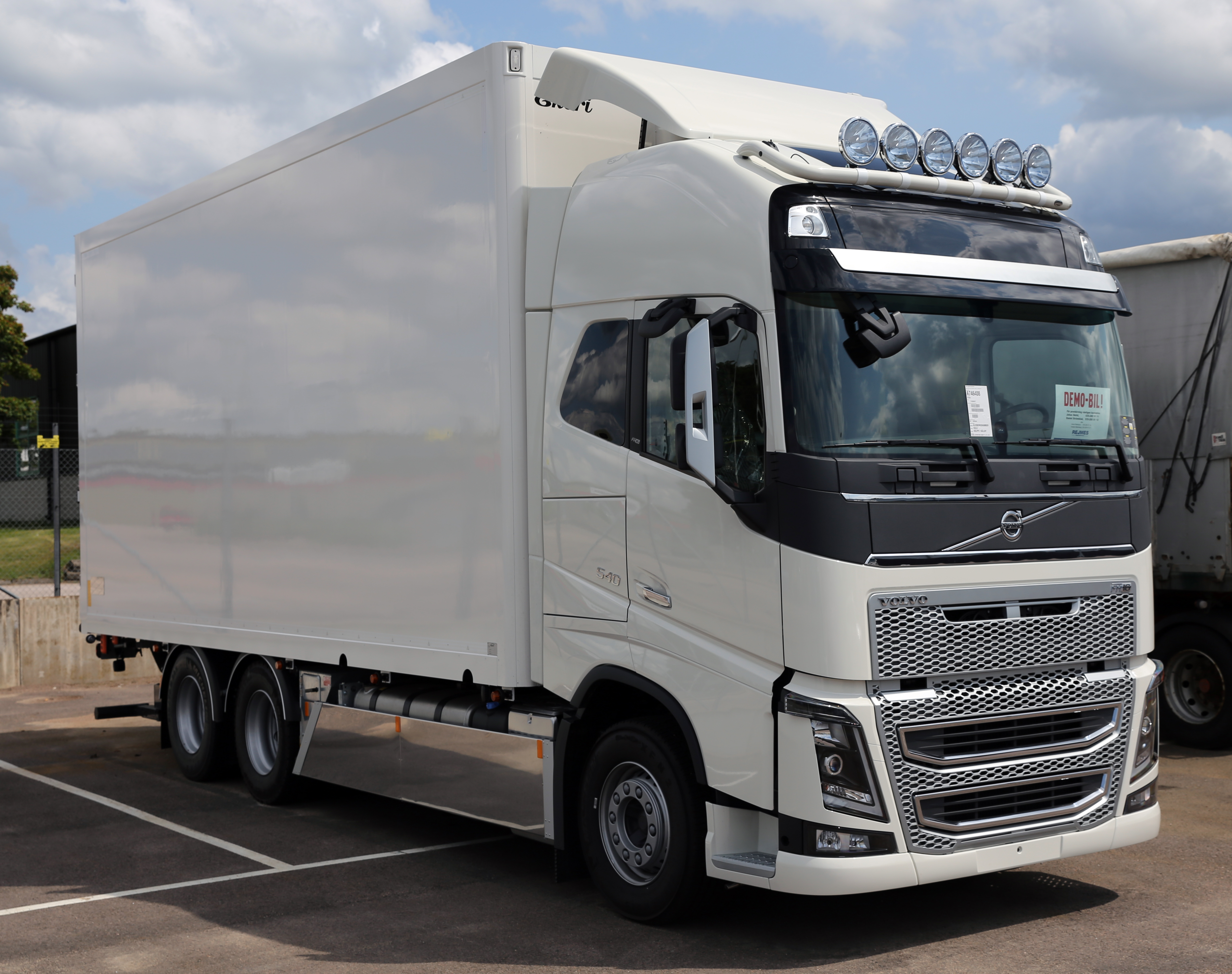
2013 Volvo FH16-540